# Cadmium natif
Le cadmium natif est une espèce minérale naturelle rare, corps simple métallique de formule chimique Cd correspondant principalement à l'élément chimique cadmium.
Le cadmium appartient à la classe minéralogique des éléments natifs, il s'agit d'un métal natif très rare et très modérément dense ou lourd qui se retrouve, par exemple, sous forme de grains microscopiques dans la partie lourde des placers du bassin de la rivière Vilyui ou en très faible quantité dans des concentrés miniers spécifiques, à la fois lourds et non magnétiques, issus de roches intrusives à base de gabbros encore dénommés trapps de sibérie en Russie.

## Historique de la description et de l'appellation
L'espèce n'a été admise par l'IMA qu'en 1979. Le géotype retenu est celui des roches intrusives de Ust'-Khannin intrusive, dans le bassin de la rivière Vilyui, dans le vaste plateau de Sibérie orientale.
L'élément cadmium "das Cadmium" a été dénommé en Allemagne dès l'automne 1817 par le professeur de chimie analytique de l'université de Göttingen, Friedrich Stromeyer, qui suppute, après avoir isolé chimiquement un corps simple blanchâtre des parties jaunâtre de la cadmia ou smithsonite, l'existence d'un corps simple inconnu avant d'hésiter sur une variété d'arsenic. Il faut attendre l'année 1818 et les travaux de trois chimistes allemands, à la fois familiers de la paillasse et de la chimie technique, Karl Hermann, Karl Johann Bernhard Karsten et Paul Meissner (de) pour confirmer, de façon indépendante et divers biais, la première hypothèse savante et fonder la chimie de cet élément. 

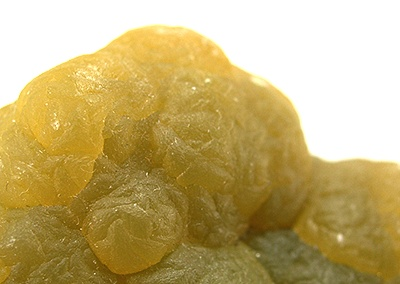
Smithsonite jaunâtre, très riche en cadmium, site du barrage près de la ville de Hezhou, province Guangxi, Chine. Grossissement d'un échantillon centimétrique.

Le choix savant du mot racine gréco-latin cadmia ne se justifie que par la découverte de taches jaunâtres sur la smithsonite ou carbonate de zinc, autrefois appelé cadmia, du grec kadmeia, car elle provenait des mines de la cité de Thèbes, c'est-à-dire du royaume légendaire de Cadmos ou Cadmée. Il s'y extrayait un minerai pour fabriquer des laitons et divers bronzes.
Le terme est toutefois ambigu, car il pouvait désigner en Europe tout autant de manière érudite tous types de minerais de zinc oxydé, soit la calamine (mot issu de la même racine, qui a été repris pour désigner le minéral défini qu'est la calamine) que dans la tradition technique les cadmia fornacum ou cadmies, ces dépôts de poussières et d'oxydes métalliques, formés sur les parois des fours métallurgiques. Mais il est aussi vrai que le cadmium métal produit par l'industrie dès 1852 en Haute-Silésie jusqu'en 1920 dans le monde provient  de la réduction des poussières zincifères et cadmifères, autrement dit des cadmies, recueillies dans les allonges des creusets horizontaux des fours à zinc, suivie d'une distillation pour garantir le moins d'impuretés possibles.

## Cristallographie et cristallochimie
La maille de son système cristallin est hexagonale compacte.
Ce minéral fait partie du petit "groupe du zinc", rassemblant des éléments natifs métalliques de même groupe de symétrie.
Mais il s'agit précisément des métaux zinc et du cadmium selon la classification de Dana ou du cadmium, du rhénium, du zinc et du titane dans la classification de Strunz.

## Propriétés physiques et chimiques, toxicologie
Il s'agit d'un métal, très malléable et ductile, assez bon conducteur de la chaleur et de l'électricité. Il est plus mou que le zinc natif et l'étain natif. Il laisse une trace grise quand on le frotte sur le papier.
Le cadmium se ternit à l'air, mais il résiste assez bien à la corrosion en milieu neutre ou alcalin.
Le cadmium est soluble facilement, avec dégagement d'hydrogène gazeux, dans les acides forts, ainsi que dans l'acide nitrique dilué et même dans l'acide acétique.
Chauffé à l'air, il brûle, laissant un oxyde jaune-brun CdO.

### Analyse, distinction
Le cadmium natif peut être pratiquement pur, le cadmium géotype peut être pur à 99 %. Il peut aussi contenir du zinc, cuivre, du plomb, de l'étain, mais aussi du chrome ou des minéraux, comme la galène comme à Verkhoyan’ya ou du rutile comme Ust’-Khannin, en Russie

### Toxicologie
Le cadmium est un corps hautement toxique, l'élément l'est tout autant dans ses dérivés minéraux et ses composés organo-cadmiens ou autres. Ces dangers d'exposition ont été sous-estimés par l'industrie du XIXe siècle, alors que son premier préparateur, Friedrich Stromeyer, avait remarqué que les vapeurs de cadmium étaient suffocantes et qu'elles provoquaient, déjà en faibles quantités, des maux de tête, des constrictions dans la poitrine et de violents nausées. Pour les glycochimistes de l'époque, une première sensation douceâtre et styptique sur les lèvres laissait ensuite une saveur de laiton répugnante dans l'arrière-bouche. Aujourd'hui, le cadmium par inhalation est susceptible de conduire à l'apparition d'un œdème pulmonaire.
C'est surtout par ingestion sous tous ses états et ses composés, minéraux ou organiques, que l'état cadmium se revêle un véritable poison toxique. Certains composés minéraux et organiques sont cancérigènes. L'ingestion amène toutefois une réaction du système digestif, avec des vomissements et des diarrhées, mais aussi une déshydratation de l'organisme.
Il faut manipuler le cadmium métal avec précaution, et ne pas inhaler ses poussières. Le port de gant sous la hotte est recommandé, ainsi que l'encapsulation sous verre de l'échantillon.

## Gîtologie, occurrences et gisements
Outre les concentrés miniers des zones intrusives de trapps, il s'agit d'un produit rare de l'activité magmatique passée observables dans des zones fortement minéralisées au sein de grès ou des dolomies, dans des siltstones ou "aleurolites" voire d'autres roches argileuses comme la mudstone.
Association : fer natif, cuivre natif, plomb natif, étain natif, zinc natif, alliage Cu–Zn type laiton naturel, alliage Sn–Sb,  sulfures correspondants comme la chalcopyrite, la bornite, la chalcocite, la pyrite, la galène mais aussi la moissanite, les corindons et grenats, les spinelles, l'ilménite, la kyanite, le rutile, la montéponite, l'otavite (carbonate de cadmium), la titanite...

### Gisements caractéristiques
- Australie

Mine de la colline Admiral, comté Laverton, Australie Occidentale
- États-Unis

mine Goldstrike, Lynn district, comté Eureka, Nevada
- Kazakhstan

Massif du Burobaiskii
- Russie (République de Sakha)

roche intrusive Ust’-Khann’ya en bas des bassins des rivières Khann’ya et Vilyui, plateaux de Sibérie orientale
Verkhoyan’ya
- Suède

## Usages
Le cadmium natif peut être évidemment récupéré, mais, trop rare et insignifiant en quantité, il ne présente aucun intérêt industriel. La métallurgie du cadmium est très similaire à celle du zinc.
Néanmoins les minerais de cadmium ne sont nullement communs, comme la très connue greenockite ou sulfure de cadmium β, le séléniure de cadmium dénommé cadmosélite ou encore le carbonate de cadmium dénommé otavite.
Comme l'histoire de sa découverte le prouve, l'élément cadmium se retrouve souvent avec le zinc et se substitue à lui par exemple dans la structure de la sphalérite, de la smithsonite...